# 16953 Besicovitch
16953 Besicovitch (1998 KE5) là một tiểu hành tinh vành đai chính được phát hiện ngày 27 tháng 5 năm 1998 bởi P. G. Comba ở Prescott.